# Vadensjö socken
Vadensjö socken i Skåne ingick i Rönnebergs härad och är sedan 1974 en del av Landskrona kommun, från 2016 inom Härslövs distrikt.
Socknens areal är 6,79 kvadratkilometer varav 6,78 land. År 1954 fanns här 205 invånare. Kyrkbyn Vadensjö med sockenkyrkan Vadensjö kyrka ligger i socknen.

## Administrativ historik
Socknen har medeltida ursprung. 
Vid kommunreformen 1862 övergick socknens ansvar för de kyrkliga frågorna till Vadensjö församling och för de borgerliga frågorna bildades Vadensjö landskommun. Landskommunen uppgick 1952 Härslövs landskommun som uppgick 1974 i Landskrona kommun. Församlingen uppgick 1995 i Härslövs församling som uppgick 2006 i Landskrona församling.
1 januari 2016 inrättades distriktet Härslöv, med samma omfattning som Härslövs församling hade 1999/2000 och fick 1995, och vari detta sockenområde ingår.
Socknen har tillhört län, fögderier, tingslag och domsagor enligt vad som beskrivs i artikeln Rönnebergs härad. De indelta soldaterna tillhörde Norra skånska infanteriregementet, Rönnebergs kompani och Skånska husarregementet, Fjerresta skvadron, Billeholms kompani.

## Geografi
Vadensjö socken ligger närmast nordost om Landskrona. Socknen är en mjukt kuperad odlingsbygd.

## Fornlämningar
Några boplatser från stenåldern är funna. Från bronsåldern finns gravhög där en benämns Norre högar.

## Namnet
Namnet skrevs 1351 Wathänsyö och kommer från kyrkbyn. Efterleden är sjö syftande på en försvunnen sjö norr om kyrkan. Förledens tolkning är oklar..